# 大江能楽堂
座標: 北緯35度00分43秒 東経135度45分52秒 / 北緯35.011978度 東経135.764373度
大江能楽堂（おおえのうがくどう）は、京都府京都市中京区押小路通柳馬場東入る橘町にある能楽堂。観世流五世大江又三郎（大江竹雪）が、1908年（明治41年）に創建した。
柳池国民学校と隣接しており太平洋戦争末期には建物疎開の対象となったが、家屋取り壊し作業にあたっていた柳池警防団は押小路通富小路西入での家屋取り壊し作業中に玉音放送を聴くこととなり、舞台と見所はかろうじて残った。
音響に関しては、「演者の側からみて物足りないと感じられる」というアンケート結果が見られる。
2001年（平成13年）に大改修を施され、400名収容の木造能楽堂として現在も能が演じられている。

## アクセス
最寄駅
- 京都市営地下鉄東西線：京都市役所前駅
- 京都市営地下鉄（烏丸線・東西線）：烏丸御池駅